# Michael Obst (aviron)
Michael Obst (né le 22 juin 1944 à Leipzig) est un rameur allemand. Il participe aux Jeux olympiques d'été de 1960 en représentant l'Équipe unifiée d'Allemagne dans l'épreuve du quatre barré et remporte le titre.

## Palmarès

### Jeux olympiques
- Jeux olympiques de 1960 à Rome,  Italie
  -  Médaille d'or (quatre barré)[1].